# Mr. Lonely
«Mr. Lonely» es una canción interpretada por el cantante estadounidense Bobby Vinton. Fue publicada como sencillo el 16 de octubre de 1964 a través de Epic Records.

## Recepción de la crítica
Un escritor no especificado de la revista Cash Box describió «Mr. Lonely» como “una balada conmovedora de ritmo lento que el cantante interpreta con gran sentimiento”, mientras que Billboard la describió la interpretación de Vinton como “tranquila y desgarradora”.
En una reseña retrospectiva de su columna The Number Ones, el contribuidor de Stereogum, Tom Breihan, escribió: “La melodía de Vinton es instantáneamente memorable y vagamente icónica. Y su entrega es emotiva en formas que no solíamos escuchar de los cantantes pop de la época. Se mantiene controlado, incluso tocando el falsete al estilo de Frankie Valli, pero su voz siempre suena como si estuviera a punto de quebrarse. Está al borde de las lágrimas y se puede oír. Pero la canción en sí sigue siendo un tema empalagoso. No hay ritmo, ni sensación de atmósfera, nada más allá de una sección de cuerdas llorosas y un piano tintineante”.

## Posicionamiento
| Gráfica (1964–65)                              | Pico de posición |
| ---------------------------------------------- | ---------------- |
| Australia (Kent Music Report)                  | 8                |
| Canadá (RPM Top Singles)                       | 1                |
| Estados Unidos (Billboard Hot 100)             | 1                |
| Estados Unidos (Billboard Middle-Road Singles) | 3                |
| Estados Unidos (Cash Box Top 100 Singles)      | 2                |
| Estados Unidos (Record World Top 100 Pops)     | 1                |
| Nueva Zelanda (Lever Hit Parade)               | 2                |
| Sudáfrica (Springbok Radio)                    | 3                |

| Gráfica (1973)                          | Pico de posición |
| --------------------------------------- | ---------------- |
| Bélgica (Flandes) (Ultratop 50 Singles) | 24               |

| Gráfica (2019) | Pico de posición |
| -------------- | ---------------- |
| Francia (IFOP) | 99               |